# Zherichinius horribilis
Zherichinius horribilis är en myrart som beskrevs av Gennady M. Dlussky 1988. Zherichinius horribilis ingår i släktet Zherichinius och familjen myror. Inga underarter finns listade i Catalogue of Life.